# Trevor Booker
Trevor Fitzgerald Booker (ur. 25 listopada 1987 w Newberry) – amerykański koszykarz, występujący na pozycji skrzydłowego.
8 lipca 2016 podpisał umowę z Brooklyn Nets. 7 grudnia 2017 trafił w wyniku wymiany do zespołu Philadelphia 76ers. 28 lutego 2018 opuścił klub.
14 kwietnia 2020 ogłosił zakończenie kariery.

## Osiągnięcia
Na podstawie, o ile nie zaznaczono inaczej.
NCAA
- Uczestnik turnieju NCAA (2008–2010)
- MVP turnieju Charleston Classic  (2009)
- Zaliczony do:
  - I składu:
    - ACC (2010)
    - defensywnego ACC (2009, 2010)
    - turnieju:
      - ACC (2008)
      - Charleston Classic (2009)

  - II składu ACC (2009)

Reprezentacja
- Brązowy medalista uniwersjady (2009)[6]